# Kinetis
Kinetis è la più ampia linea di microcontrollori con tecnologia ARM del settore industriale, alla data del lancio.
I microcontrollori Kinetis sono basati su architettura ARM Cortex-M4, veloci e a basso consumo.
La linea Kinetis usa un Thin Film Storage (TFS) di 90 nm con tecnologia Flash (FlexMemory).
Inoltre ci saranno più di 200 prodotti compatibili in periferiche e package.

## Caratteristiche Kinetis
I punti di forza di Kinetis sono una tecnologia flash memory proprietaria a 90 nm chiamata Flex Memory, che usa la ridondanza per offrire uno storage EEPROM con una durata fino a 10 milioni di cicli, 1000 volte superiore a quella delle celle esistenti e quello di aver il possesso del sistema operativo real time (RTOS) MQX l'ambiente di sviluppo integrato Code Warrior di Freescale.
Quest'ultimo permette che il codice possa essere trasferito ad ogni dispositivo Coldfire o ARM a 8-bit, 16-bit o 32-bit, con ogni combinazione di periferiche, dato che i driver di livello basso sono generati in tempo reale. È previsto anche il lancio della IDE per Eclipse.